# Terellia
Terellia is een geslacht van insecten uit de familie van de Boorvliegen (Tephritidae), die tot de orde tweevleugeligen (Diptera) behoort.

## Soorten
- T. ceratocera

Gehoornde boorvlieg (Hendel, 1913)
- T. clarissima Korneyev, 1987
- T. colon

Variabele centaurieboorvlieg (Meigen, 1826)
- T. euura (Hering, 1942)
- T. fuscicornis

Artisjokboorvlieg (Loew, 1844)
- T. lappae (Cederhielm, 1798)
- T. longicauda

Wollige distelboorvlieg (Meigen, 1838)
- T. luteola (Wiedemann, 1830)
- T. nigronota Korneyev, 1985
- T. odontolophi Korneyev, 1993
- T. orheana Korneyev, 1990
- T. plagiata (Dahlbom, 1850)
- T. pseudovirens (Hering, 1940)
- T. rhapontici Merz, 1990
- T. ruficauda (Fabricius, 1794)
- T. sabroskyi Freidberg, 1982
- T. serratulae

Glasvleugeldistelboorvlieg (Linnaeus, 1758)
- T. setifera Hendel, 1927
- T. tussilaginis

Gele klisboorvlieg (Fabricius, 1775)
- T. uncinata White, 1989
- T. vectensis (Collin, 1937)
- T. virens (Loew, 1846)
- T. winthemi

Kruldistelboorvlieg (Meigen, 1826)
- T. zerovae Korneyev, 1985